# Schweizerische Rettungsflugwacht

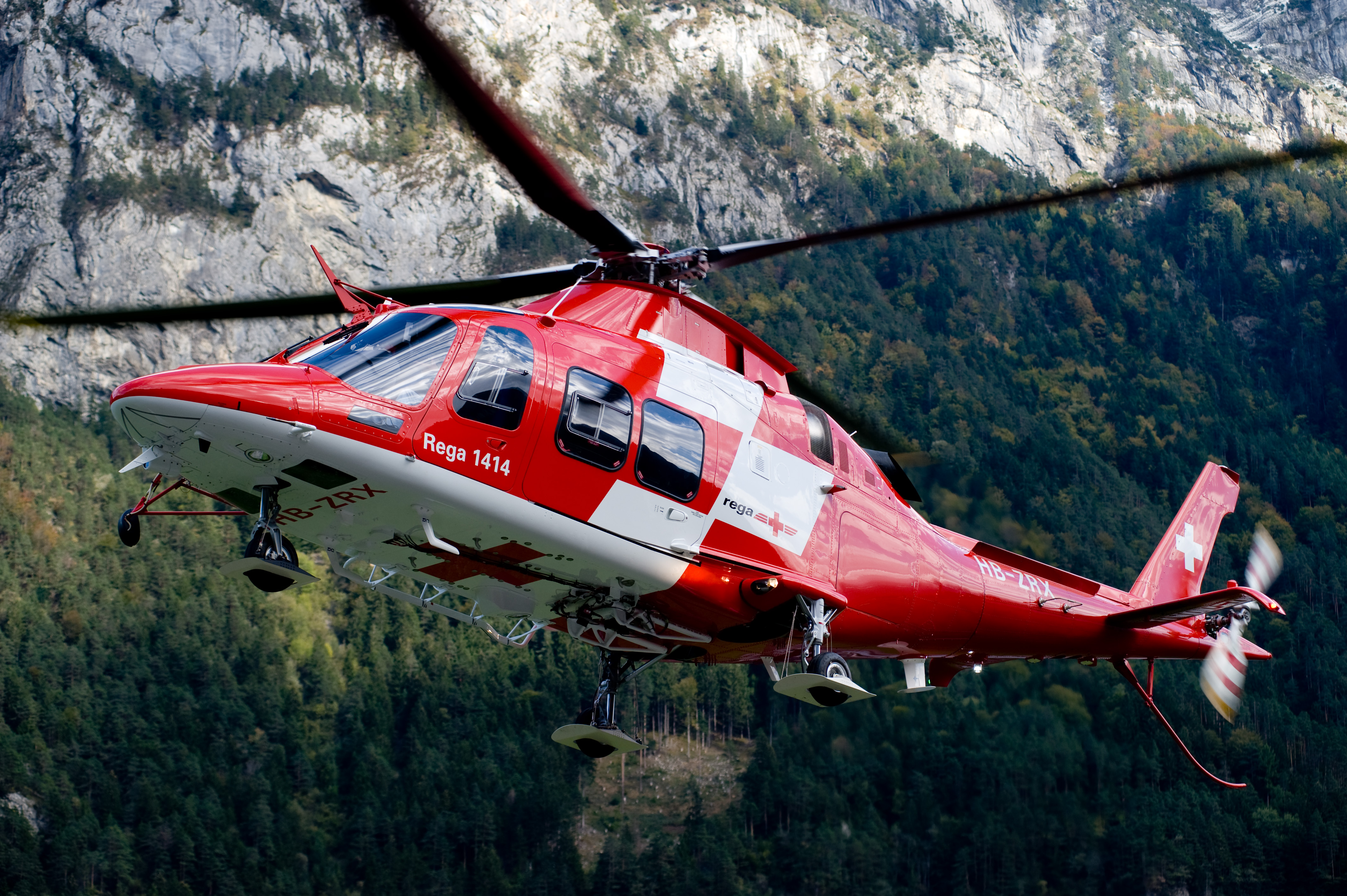
Der 2009 eingeführte Gebirgs-Rettungshelikopter AgustaWestland A109S Grand Da-Vinci bei der Basis Erstfeld

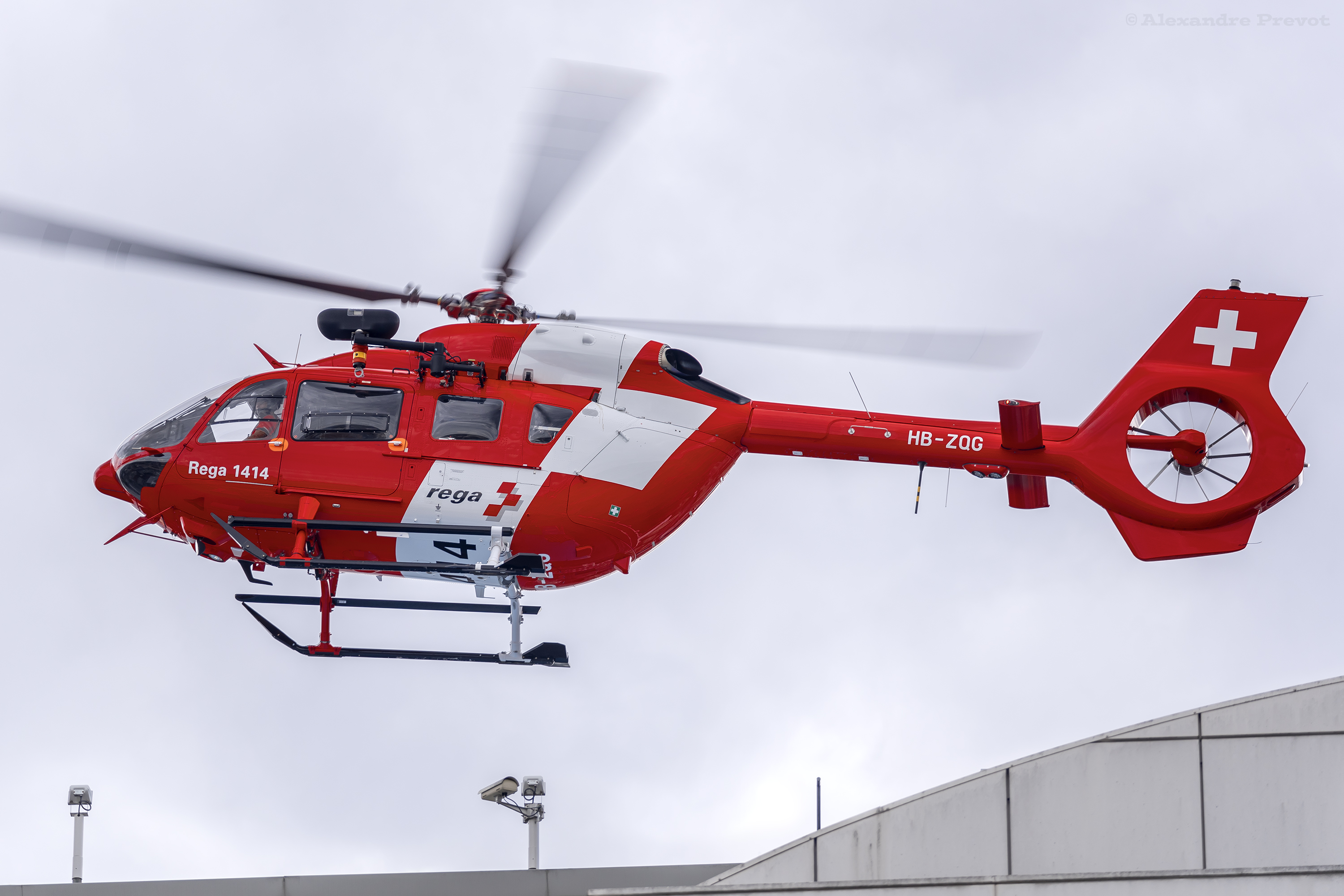
Rega-Helikopter des Typs H 145 vom Stützpunkt Basel

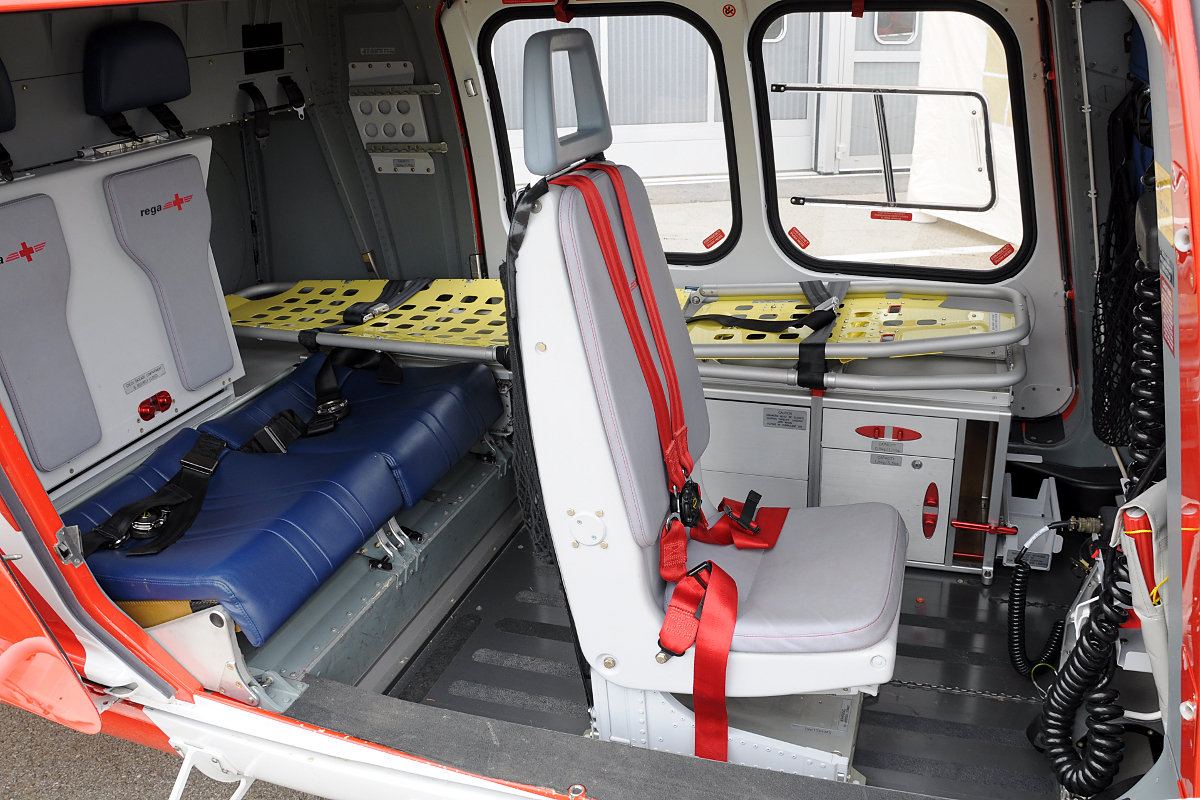
Innenansicht eines Agusta A109SP «Da Vinci» der Rega

Die Schweizerische Rettungsflugwacht (Rega) (französisch Garde Aérienne Suisse de Sauvetage (Rega), italienisch Guardia Aerea Svizzera di Soccorso (Rega), rätoromanisch Guardia aviatica svizra da salvament (Rega), englisch Swiss Air-Rescue (Rega)), ist eine gemeinnützige private Stiftung für Luftrettung in der Schweiz, die im Jahr 1952 von Mitgliedern der Schweizerischen Lebensrettungs-Gesellschaft gegründet wurde und ihren Sitz am Flughafen Zürich hat. In der Schweiz kann die Hilfe der Rega über die Alarmnummer 1414 oder über Funk angefordert werden.
Die Rega bildet ein Glied der Rettungskette Schweiz (Swiss Rescue). Sie beschäftigt 472 Personen (Stand: 2023) und arbeitete im Jahr 2023 20'647 organisierte Einsätze ab. Ihre Abkürzung «Rega» ist ein Akronym aus den Wörtern «Rettungsflugwacht» und «Garde aérienne». In den Jahren 1968 bis 2013 hatte die Rega das ZEWO-Gütesiegel für gemeinnützige Organisationen.
Die Rega hatte im Jahr 2023 3,62 Millionen Gönner, dies entspricht rund 40 % der Schweizer Bevölkerung.

## Geschichte

### Vorgeschichte
Im Jahr 1946 retteten die Schweizer Militärpiloten Victor Hug und Pista Hitz mit Flugzeugen des Typs Fieseler Storch nach dem Flugunfall auf dem Gauligletscher die Passagiere und die Besatzung der in den Gletscher geflogenen amerikanischen Douglas DC-3.

### 1950er-Jahre

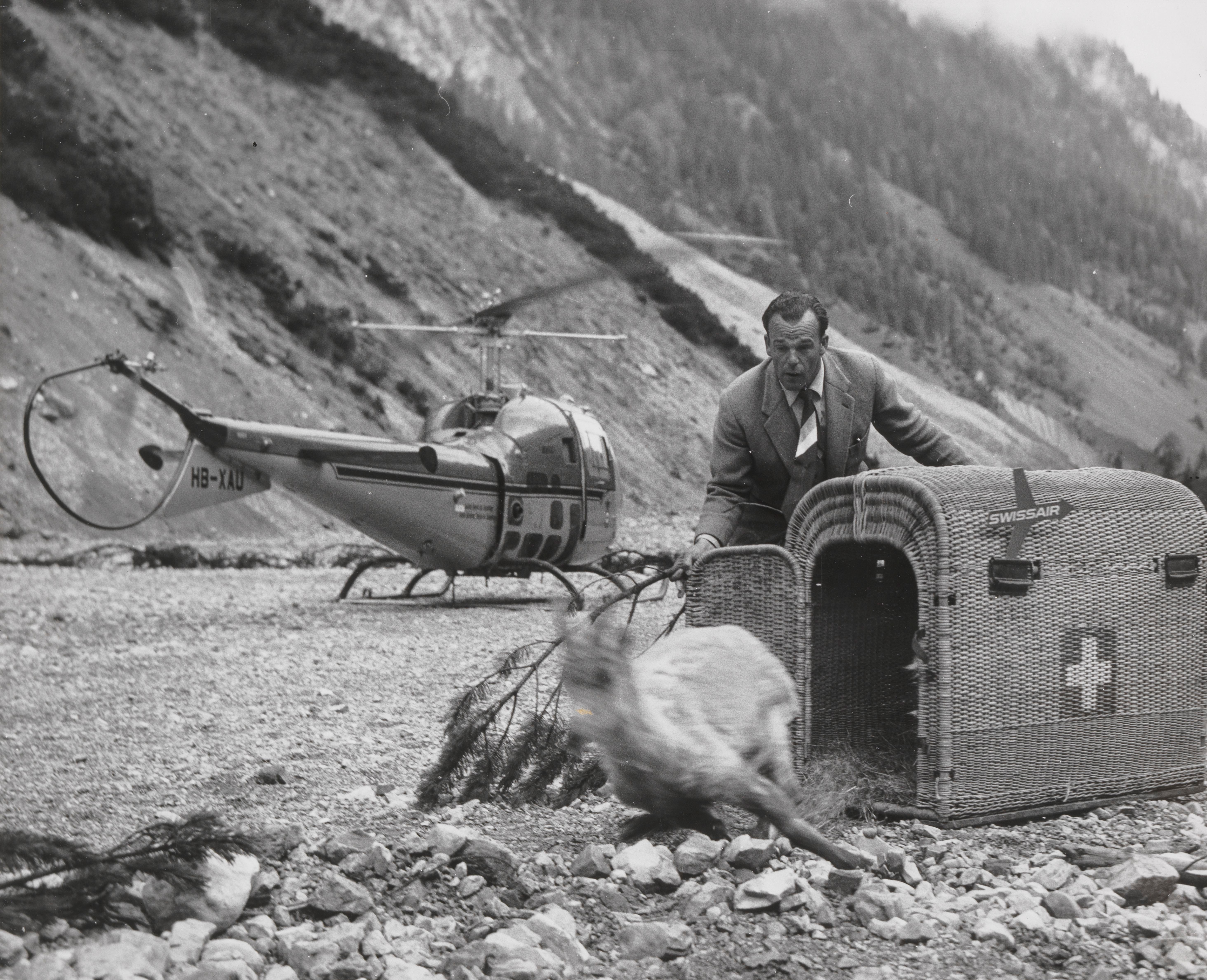
Hermann Geiger, vermutlich 1958 bei der Freilassung eines jungen Steinbocks im Raum Engadin nach dem Transport im Helikopter HB-XAU. Dieser Helikopter war das Geschenk des Schweizerischen Konsumvereins

Der St. Moritzer Hotelier Fredy Wissel und der Walliser Pilot Hermann Geiger begannen 1951–1952 mit der Erprobung der Gletscherlandetechnik mit Skiflugzeugen.
Am 27. April 1952 kamen die Mitglieder der SLRG (Schweizerische Lebensrettungs-Gesellschaft) im «Hotel Bären» in Twann am Bielersee zur Jahresversammlung zusammen. Der Mediziner Rudolf Bucher setzte sich dafür ein, dass von der Lebensrettungs-Gesellschaft ein Zweig abgetrennt werden sollte, der sich auf die Rettung aus der Luft spezialisieren sollte. Mit der Zustimmung der Versammlung war die Schweizerische Rettungsflugwacht (SRFW) gegründet und damit das moderne, organisierte Flugrettungswesen geboren. Die ersten Retter wurden in Abingdon (England) von der Royal Air Force als Rettungs-Fallschirmspringer ausgebildet. Diese sprangen mit Rettungsmaterial und wenn nötig mit Lawinenhunden zu den Verletzten in unwegsames Gelände.
Im Oktober 1952 landete Hermann Geiger das mit einziehbaren Metallskis ausgerüstete Gletscherflugzeug Piper Super Cub auf dem Blüemlisalpgletscher. Im Dezember flog der Pilot Sepp Bauer in Davos mit einer Hiller 360 den ersten Helikopter-Rettungseinsatz. Der Helikopter wurde mit einem darunter montiertem Ballonkorb zum Transporter der Verletzten ausgerüstet. Es waren weltweit die ersten Transporte mit Unterlast.
Im Februar 1957 schenkte der Verband Schweizerischer Konsumvereine der SLRG/SRFW einen Helikopter vom Typ Bell 47 J.

### 1960er-Jahre
Am 19. März 1960 löste sich der neu gegründete Verein Schweizerische Rettungsflugwacht SRFW formell von der SLRG. Technischer Leiter bleibt Fritz Bühler.
Ebenfalls ab 1960 begannen die Repatriierungsflüge für im Ausland erkrankte Schweizer mit einer Piaggio P.166.
Am 1. März 1965 wurde die Rega gemäss Bundesratsbeschluss zur Hilfsorganisation des Schweizerischen Roten Kreuzes ernannt.
Am 26. August 1966 verunfallte Hermann Geiger tödlich in der Platzrunde von Sion bei einem Zusammenstoss mit einem anderen Flugzeug.
Im September 1966 fand das erste internationale Helikopter-Symposium der Rettungsflugwacht auf dem Eigergletscher statt. Das Knoten-Rettungs-Tau und das Horizontalnetz zur Bergung von Verletzten in Geländen ohne Landungsmöglichkeit wurde eingeführt.
1968 nahm die Rega ihren ersten Helikopter in Betrieb, der von einer Turbine angetrieben wurde; es handelte sich um einen Bell 206 A Jet Ranger mit dem Kennzeichen HB-XCU.

### 1970er-Jahre
Im 1970 kaufte die Rega eine Cessna 414 mit Druckkabine für die Repatriierungsflüge. Anlässlich des 2. Internationalen Helikopter-Symposiums wurden in der Eiger-Nordwand Retter mittels einer Seilwinde vom schwebenden Helikopter in der Wand abgesetzt.
1971 erhielt die Rega den ersten ausschliesslich aus Gönnergeldern finanzierten Helikopter, eine SE 316 Alouette III. Im gleichen Jahr wurden zum ersten Mal zwei deutsche Alpinisten mit der Seilwinde direkt aus der Eigernordwand gerettet.
Der «Babyhelikopter», eine Bölkow Bo 105 C, wurde ab 1972 auf dem Dach des Kinderspitals Zürich stationiert. Der Helikopter erhielt diesen Namen, weil er häufig für den Transport von Risiko-Neugeborenen eingesetzt wurde.
1973 wurde der erste zivile Ambulanzjet, ein Learjet 24 D, gekauft. Er wurde auf den Namen Henri Dunant getauft.
1976 erteilte die Rega den Auftrag zur Erstellung des ersten privaten gesamtschweizerischen Funknetzes.
Im März 1977 wurde erstmals eine westliche Rettungsorganisation im Ostblock tätig. Die Rega flog nach Bukarest, um die Retter des Erdbebens von Vrancea zu unterstützen. Ebenfalls 1977 gelang die erste Direktrettung von zwei Alpinisten aus der «Rampe» der Eigernordwand. Dieses Unternehmen galt bislang als unmöglich.
1979 wurde die Stiftung «Schweizerische Rettungsflugwacht» eingerichtet. Diese übernahm die Aktiven und Passiven des bisherigen Vereins.

### 1980er-Jahre
1980 spielte sich über dem Flugplatz Yverdon die wohl spektakulärste Rettungsaktion in der Geschichte der Rega ab. Der Fallschirm eines Fallschirmspringers hatte sich im Heckrad des Absprungflugzeuges verfangen. Die Crew eines Rega-Helikopters befreite ihn während des Fluges. Der Fallschirmspringer konnte mit dem Notfallschirm sicher landen.
Das Schweizerische Rote Kreuz nahm die Rettungsflugwacht 1981 als Korporativmitglied auf. Ebenfalls in diesem Jahr beschlossen das Schweizerische Katastrophenhilfskorps, der Schweizer Verein für Katastrophenhunde, das Bundesamt für Luftschutztruppen und die Rega, bei Erdbebenkatastrophen künftig gemeinsam als Rettungskette Schweiz Soforthilfe zu leisten.
Die Rettungskette kam nach einem Erdbeben in Nordjemen 1982 erstmals zum Einsatz.
Der Rega wurde 1984 in Neu-Delhi das Lindbergh-Diplom verliehen, derweil Rega-Direktor Bühler 1985 in Glasgow den Order of St. John erhielt. In diesem Jahr 1985 konnte die Rega den 1'000'000sten Gönnerausweis ausstellen.
Die Rega rüstete im Jahr 1987 als erste zivile Organisation der Welt alle Helikopter mit Nachtsichtgeräten ANVIS aus.

### 1990er-Jahre
Der Stiftungsrat beschloss im Jahr 1993 auf dem Flughafenareal in Zürich-Kloten das Rega-Center zu bauen.
1994 starb Fredy Wissel fast 90-jährig in St. Moritz.
Ein Rega-Einsatz 1996 führte ein Rettungs-Team erstmals rund um die Welt. Der Flug dauerte 43 Stunden. Zwischenlandungen erfolgten in Maskat, Bangkok, Chabarowsk, Anchorage, Reading, Faro und Valencia.
1997 zog die Rega in das fertiggestellte Rega-Center am Flughafen Zürich um.

### 2000er-Jahre

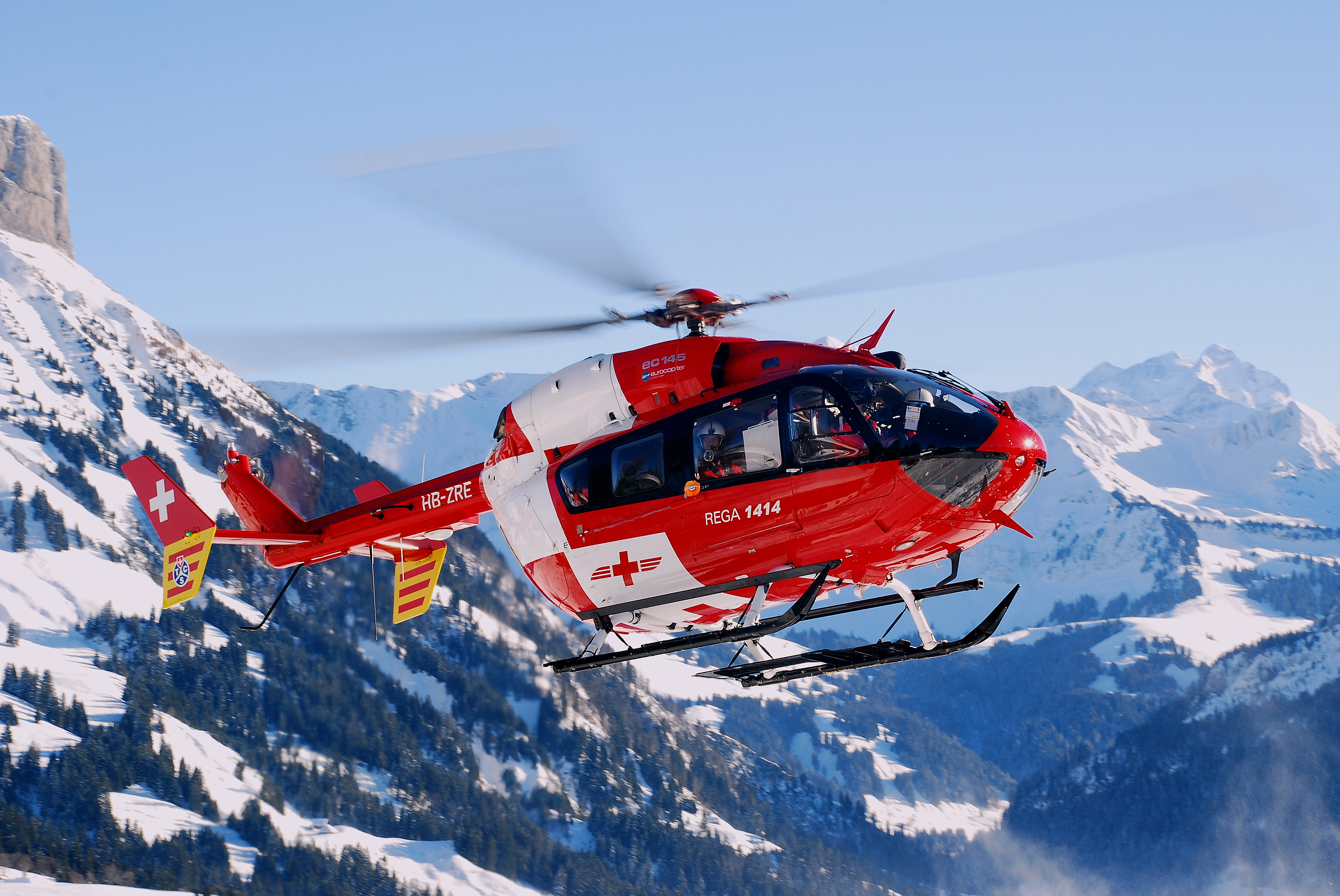
Rega EC-145 im Einsatz

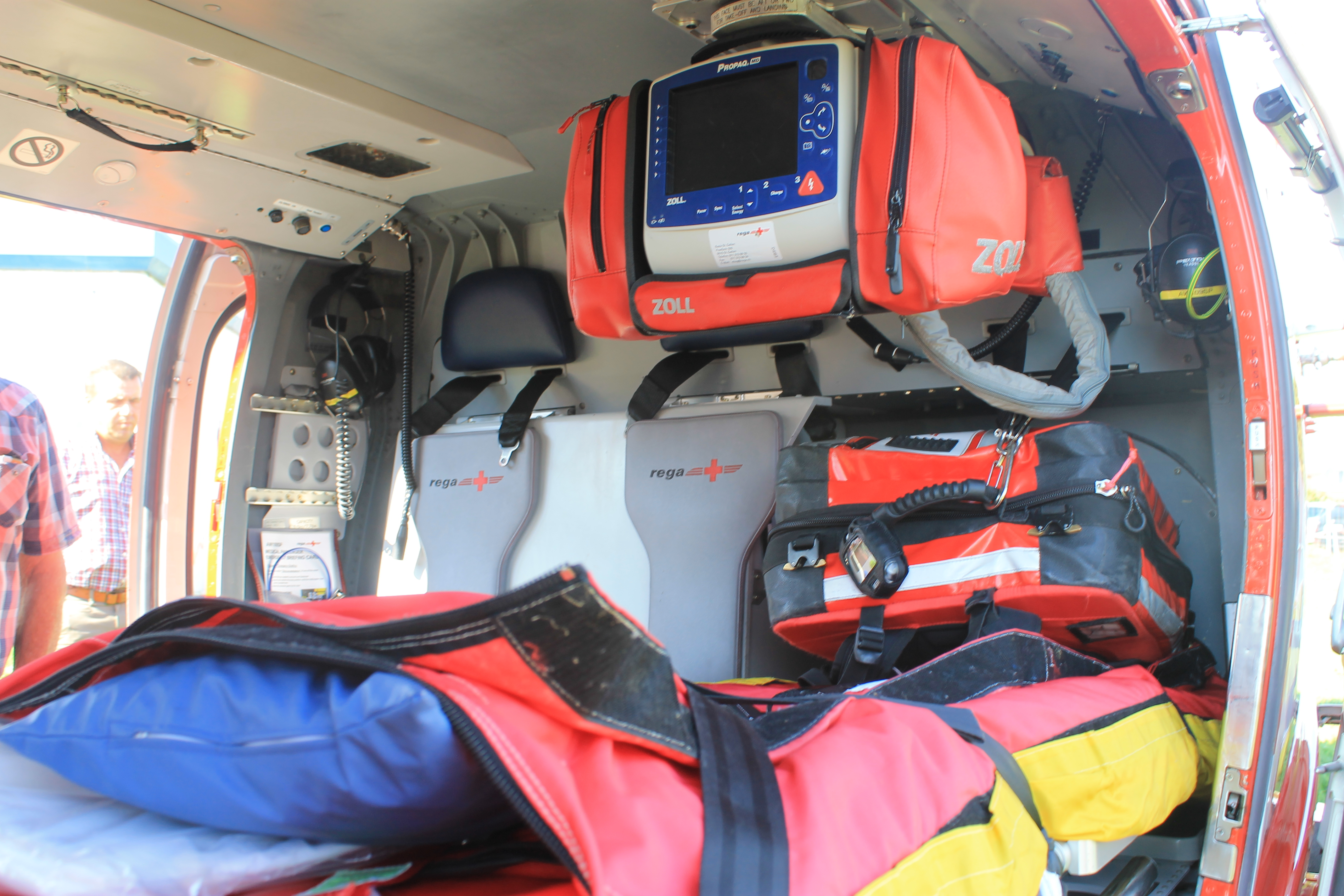
Medizinische Ausstattung (Monitor, Beatmungsgerät, Notfall-Rucksack) des REGA Hubschraubers Basis St. Gallen Winkeln

Die Führung der Leitstelle Search and Rescue wurde vom Bundesamt für Zivilluftfahrt an die Rega übertragen.
2002 beging die Rega ihre 50-Jahr-Feier im Rega-Center Kloten und mit Tagen der offenen Türen auf ihren Standorten.
Die Flotte wurde mit dem Eintreffen der ersten von drei Ambulanzjets Bombardier Challenger 604 im November 2002 sowie der ersten von fünf Eurocopter EC 145 im März 2003 grundlegend erneuert.
2009 wurde eine neue Version der Agusta, die «AgustaWestland A109S Grand Da-Vinci», eingeführt. Die 11 «Da Vincis» ersetzten die seit 1992 im Einsatz stehenden Agusta A 109 K2.

### 2010er-Jahre

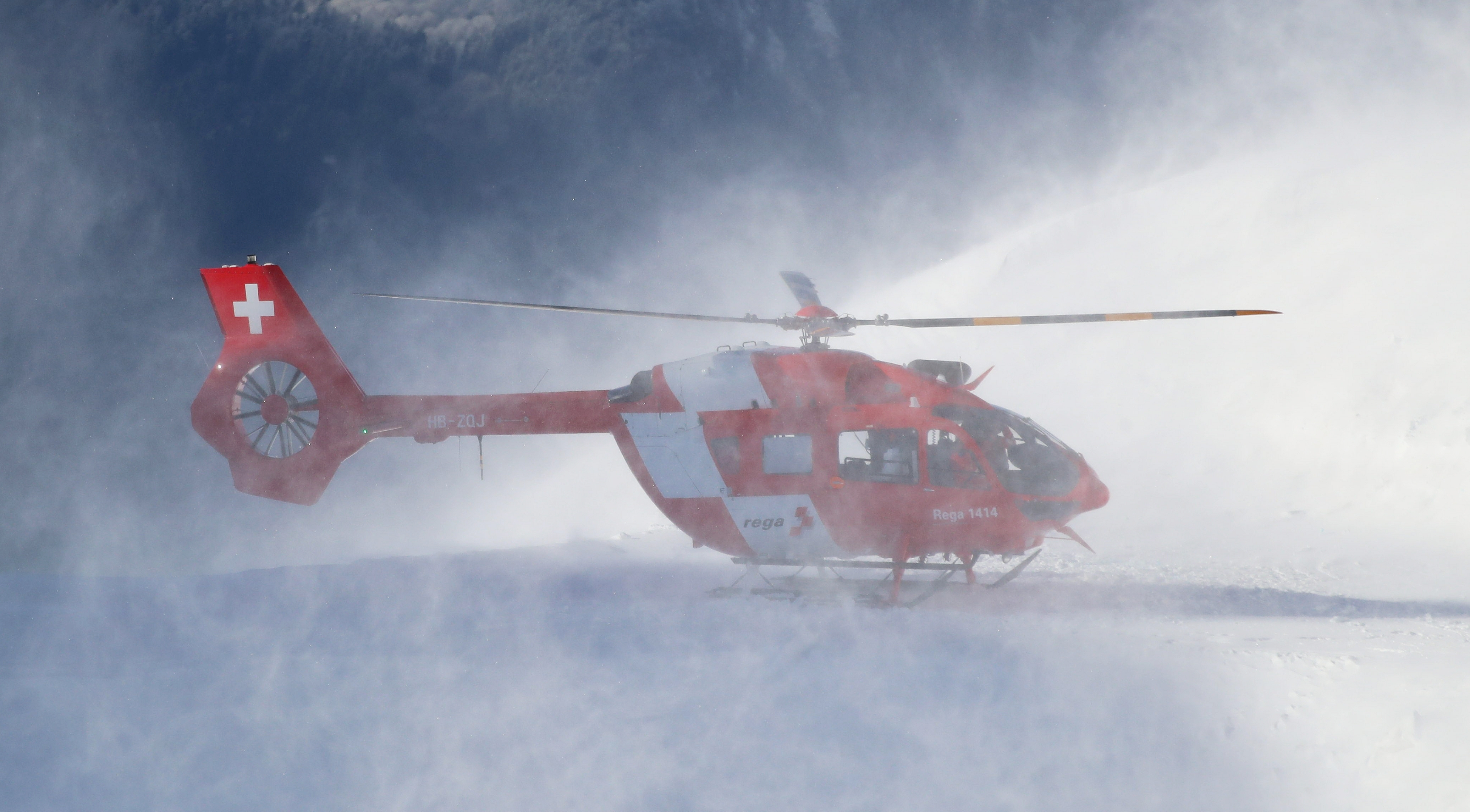
Rega 4 (Lausanne) in Villars-sur-Ollon

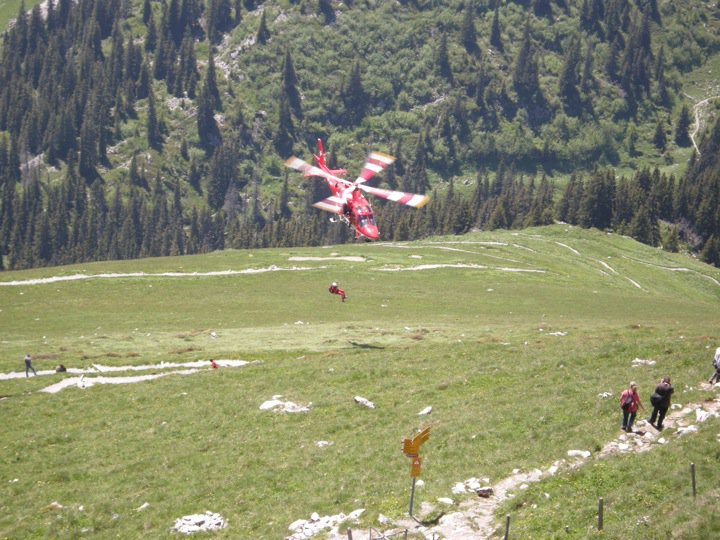
Die Rega im Einsatz am Gipfel des Stockhorns (2011)

Am 3. Januar 2010 starb ein Notarzt nach einem Lawinenniedergang. Er war dabei, einen bereits geretteten Mann zu versorgen. Es war der erste Lawinentodesfall eines Besatzungsmitglieds der Rega.
Nach jahrelangen Tests konnte die Rega ab Juli 2011 die Landeplattform des Berner Inselspitals satellitengestützt anfliegen. Damit eröffneten sich neue Möglichkeiten in der Schweizer Helikopterrettung: Rettungshelikopter können nun geschlossene Wolken- oder Nebeldecken von oben nach unten durchstossen und schwer verletzte oder erkrankte Patienten auf direktem Weg ohne Zeitverlust in ein Zentrumsspital fliegen.
Im April 2019 präsentierte die REGA eine neu entwickelte Drohne. Der zwei Meter lange Mini-Helikopter soll ab 2020 für die Personensuche in schwer zugänglichem Gelände oder bei schlechten Sichtverhältnissen eingesetzt werden. Die Drohne ist u. a. mit einer Wärmebildkamera und Handyortung ausgerüstet.

### 2020er-Jahre
Am 15. März 2025 versorgte erstmals ein Helikopter vom Typ H145 D3 eine Wintersportlerin im Wallis. Damit stand der erste von 21 Helikoptern der zukünftigen Einheitsflotte im Einsatz. Bis Ende 2026 sah die Planung die Umrüstung der Flotte vor. 144 Modifikationen wurden in den neuen Typ eingebaut. Auch die Maschinen der Mittellandbasen verfügen über eine Rettungswinde.

## Einsatz in der Schweiz
Ein Rega-Rettungshelikopter befindet sich fünf Minuten nach Alarmierung in der Luft und innerhalb von 15 Minuten am Unfallort irgendwo in der Schweiz. Das Gleiche gilt auch für den Kanton Wallis, wo die Luftrettung durch die Rega-Partner Air-Glaciers und Air Zermatt betrieben wird. Zur Standardbesatzung gehört ein Pilot, ein Arzt sowie ein diplomierter Rettungssanitäter. Die Kosten werden je nach Einsatz von den Unfall- oder Krankenversicherungen getragen. Für ihre Gönner übernimmt die Rega jene Kosten, die nicht durch eine Versicherung gedeckt sind.
Die Rega transportiert nicht nur verletzte Menschen, sondern im Rahmen der Hilfe für Bergbauern häufig auch verletzte oder tote Kühe und auch Tiere, die beispielsweise infolge Schneefall ihre Alpweiden nicht mehr selbst verlassen können.
Im Jahr 2021 wurden mit den Helikoptern 11'314 Patienten transportiert und im Jahr 2022 bei fast 21'000 Einsätzen sogar 14'000 Patienten.
Seit den Anfängen der Rega hat sich die Flotte ständig dem neusten Stand der Technik angepasst: Ab 1955 stand eine Hiller 12, ab 1957 eine Bell 47 J für die Rega im Einsatz; abgelöst später durch Bell Jet Ranger. Ab den 1970er Jahren bildeten über lange Zeit drei Bölkow Bo 105 auf Flachlandbasen und 12 Alouette III auf Gebirgsbasen die Helikopterflotte der Rega. Ab 1992 wurden beide Typen durch die Agusta A109 K2, einer speziellen Weiterentwicklung der Agusta A109 für den Rettungseinsatz, abgelöst. Auf den Flachlandbasen Lausanne, Bern, Basel und Zürich wurden die A109 K2 Ende 2003 durch neuere Helikopter des Typs Eurocopter EC 145 ersetzt, die auf den Basen im Alpenraum eingesetzten Agusta A109 K2 wurden zwischen 2008 und 2009 durch das Nachfolgemodell vom Typ AgustaWestland A109S Grand Da-Vinci abgelöst. Zwischen 2018 und 2019 wurden alle Maschinen vom Typ Eurocopter EC 145 durch neue Maschinen vom Typ Airbus Helicopters H145 D-2 ersetzt. Im März 2022 gab die Rega bekannt, dass die Maschinen vom Typ Airbus Helicopters H145 D-2 bis 2025 durch neue Maschinen vom Typ Airbus Helicopters H145 D-3 ersetzt werden sollen. Im Dezember 2022 wurde dann bekannt gegeben, dass auch die Maschinen vom Typ AW109SP durch Maschinen vom Typ Airbus Helicopters H145 D-3 ersetzt werden sollen, sodass die Rega insgesamt 21 Maschinen vom Typ Airbus Helicopters H145 D-3 erhalten wird.

## Einsatz international

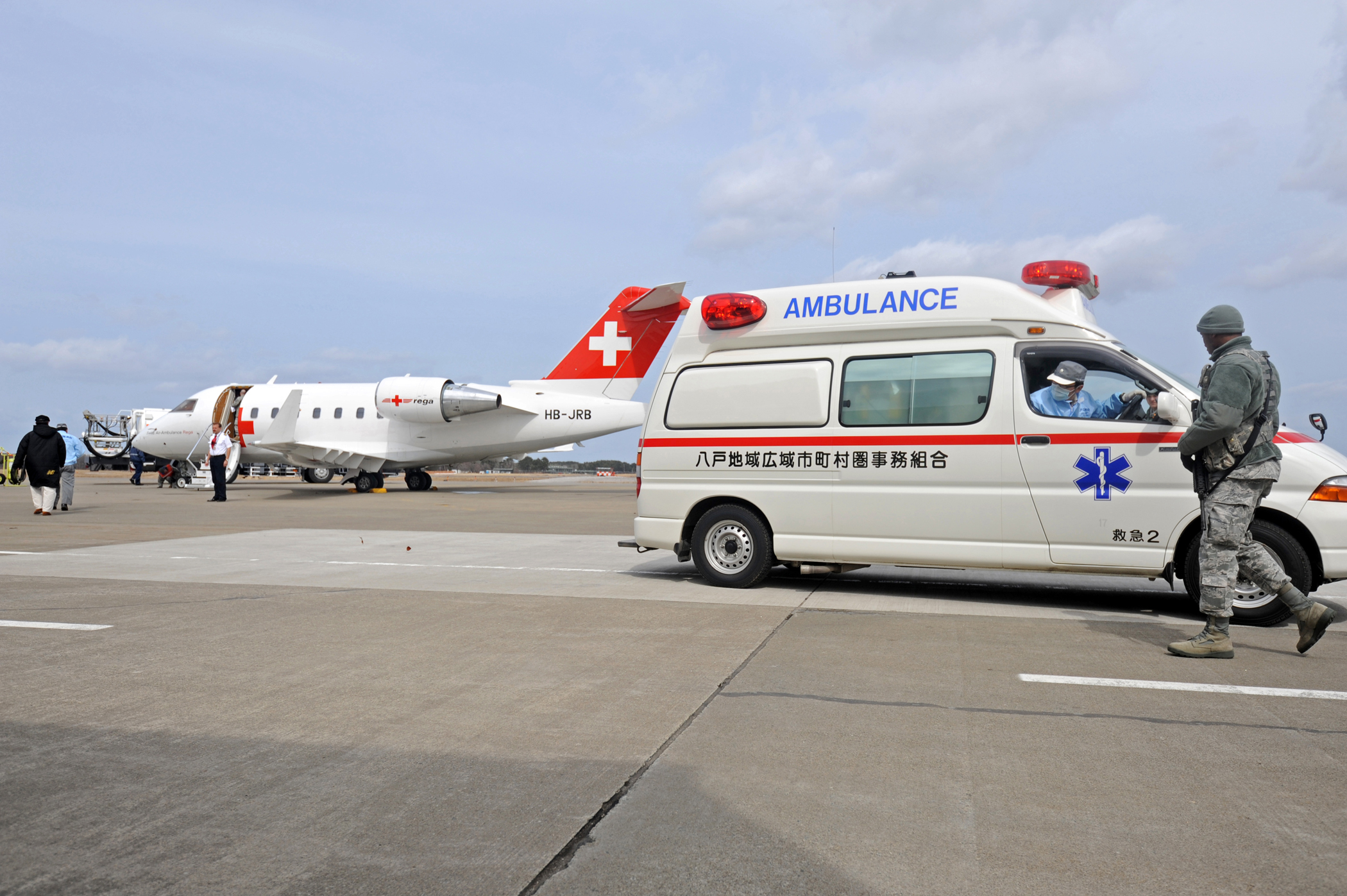
Rega-Jet im Einsatz nach dem Tōhoku-Erdbeben in Japan (2011)

Bei medizinischen Problemen im Ausland kann jede Privatperson die Rega um Hilfe bitten. In der Einsatzzentrale macht sich dann ein Arzt aufgrund der Angaben vor Ort ein möglichst genaues Bild und entscheidet dann, ob und wie der Patient in die Schweiz zurückgeflogen wird. Schlechte medizinische Versorgung vor Ort oder ein voraussichtlich längerer Krankenhausaufenthalt sind dabei wichtige Entscheidungskriterien.
Die so genannte Repatriierung findet dann je nach Entscheidung mit einem Ambulanzflugzeug der Rega oder mit einem Linienflug statt.
Anfänglich wurden für Repatriierungen Ambulanzflugzeuge des Typs Lear Jet 24D eingesetzt. Wie die Helikopterflotte wurde auch die Flugzeugflotte laufend modernisiert: Es folgten Bombardier Challenger CL-600, CL-601 und British Aerospace BAe 125-800B (Raytheon Hawker 800). Danach bestand die Flotte der Ambulanzflugzeuge aus drei modernen Bombardier Challenger 604, die ab 2018 durch drei neue Bombardier Challenger 650 ersetzt wurden.

## Flotte

### Aktuelle Flotte

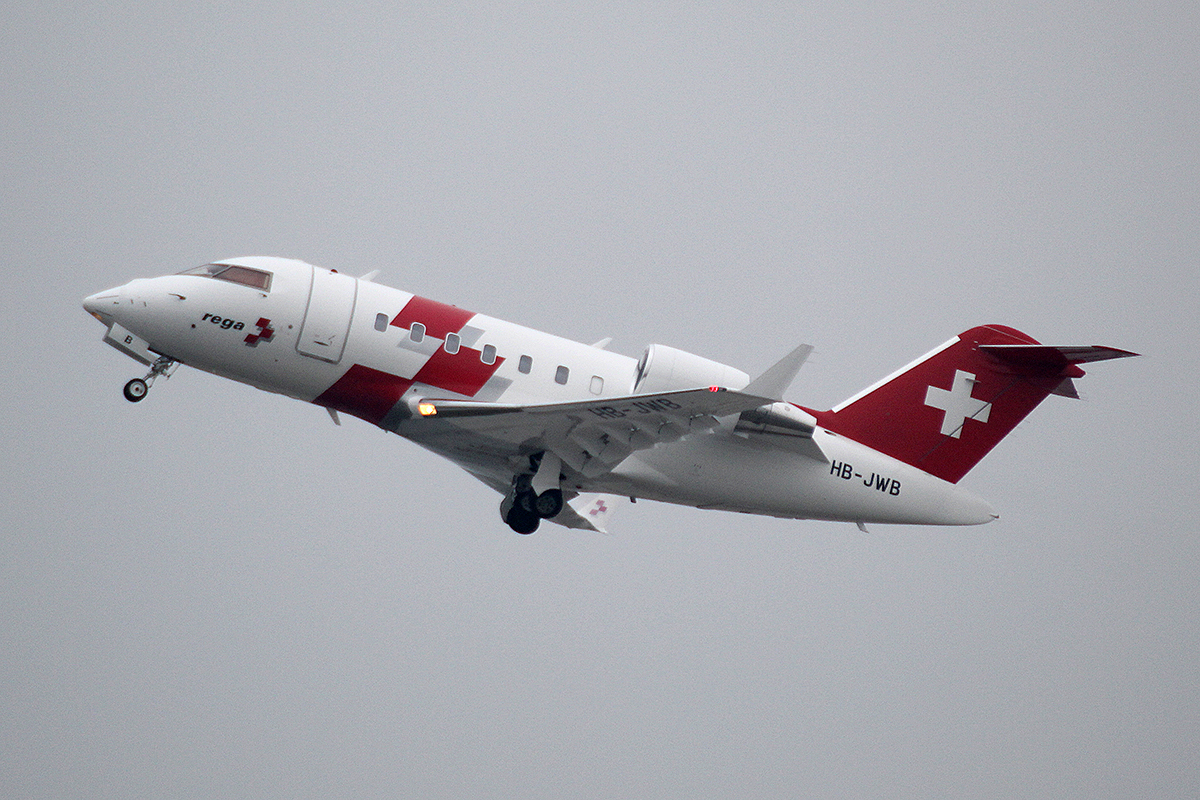
Ambulanzjet Bombardier Challenger 650

Die Flotte besteht zurzeit aus 20 Helikoptern und 3 Ambulanzjets
- 08 Airbus Helicopters H145 D-2 (Kennzeichen: HB-ZQG bis HB-ZQN), stationiert auf den Mittellandbasen.
- 01 Airbus Helicopters H145 D-3 (Kennzeichen: HB-TID), stationiert in Sion.[15]
- 11 AgustaWestland Da Vinci AW109SP (Kennzeichen: HB-ZRN bis HB-ZRZ, ohne HB-ZRO und HB-ZRV), stationiert auf den Gebirgsbasen.
- 03 Bombardier Challenger 650 (Kennzeichen: HB-JWA, HB-JWB und HB-JWC), stationiert im Rega-Center LSZH.
- 01 Airbus Helicopters H125 (Kennzeichen: HB-ZRJ), seit Ende 2016 zu Trainings- und Ausbildungszwecken mit Schwerpunkt Gebirgs- und Unterlastflug.[16][17]

### Bestellungen
- 21 Airbus Helicopters H145 D-3. Auslieferung zwischen 2024 und 2026. Ersetzen alle H145 D-2 sowie AW109SP.[13]

### Ehemalige Luftfahrzeuge der REGA
| Bild | Luftfahrzeug              | Herkunft               | Anzahl | Version    | In Gebrauch | Bemerkung                                                                         |
| ---- | ------------------------- | ---------------------- | ------ | ---------- | ----------- | --------------------------------------------------------------------------------- |
|      | Hiller 360                | Vereinigte Staaten     | 1      | Hiller 360 | -           | erster Helikoptereinsatz 1952 (private Maschine)                                  |
|      | Bell 47                   | Vereinigte Staaten     | 1      | Bell 47J   | 1957        | Geldsammlung Verband Schweizerischer Konsumvereine VSK                            |
|      | Piaggio P.166             | Italien                | 1      | P166       | 1961–1968   | aus dem Besitz eines REGA Vorstandsmitglieds                                      |
|      | Bell 206                  | Vereinigte Staaten     | 4      | Bell 206A  | 1968-1994   | erster Helikopter mit Gasturbine                                                  |
|      | Cessna 414                | Vereinigte Staaten     | 1      | C141       | 1970–1974   | REGA beteiligte sich an den Betriebskosten dieser privaten Maschine               |
|      | Alouette III              | Frankreich             | 11     | div        | 1968-1997   | mit Rettungswinde                                                                 |
|      | Learjet 24                | Vereinigte Staaten     | 1      | LJ24D      | 1973–1977   | HB-VCY, weltweit erster ziviler Ambulanzjet                                       |
|      | Bölkow Bo 105             | Deutschland            | 3      | -          | 1974-1992   | für Flachlandbasen                                                                |
|      | Learjet 35                | Vereinigte Staaten     | 2      | LJ35       | 1977–1988   | HB-VEM und HB-VFB, diese zwei Learjets wurden an die Schweizer Luftwaffe verkauft |
|      | Bombardier Challenger 600 | Kanada                 | 1      | CL60       | 1982–1991   | HB-VFW, Erster Langstreckenjet der REGA                                           |
|      | Hawker Siddeley HS.125    | Vereinigtes Königreich | 2      | BAe125-800 | 1988–2002   | HB-VIK und HB-VIL, ersetzten die Learjets                                         |
|      | Bombardier Challenger 601 | Kanada                 | 1      | CL60       | 1992–2002   | HB-IKT                                                                            |
|      | Agusta A109               | Italien                | 15     | A109 K2    | 1992-2009   |                                                                                   |
|      | Bombardier Challenger 604 | Kanada                 | 3      | CL60       | 2002–2019   | HB-JRB und HB-JRC an die Schweizer Luftwaffe, HB-JRA ins Verkehrshaus             |
|      | Eurocopter EC 145         | Deutschland            | 6      | BK-117 C2  | 2002-2018   |                                                                                   |

## Standorte der Rega

### Rega-Center LSZH
Am nordöstlichen Rand des Zürcher Flughafens befindet sich das so genannte Rega-Center, der Hauptsitz der Schweizerischen Rettungsflugwacht. Er umfasst unter anderem den Hangar für die Challenger-Ambulanzflugzeuge der Rega, die Unterhaltswerkstätte, die Einsatzzentrale, Verwaltungsräumlichkeiten und die Infrastruktur für die Ausbildung; am Hauptsitz sind rund 150 Rega-Mitarbeiter beschäftigt.
Die Einsatzbasis von Zürich ist aber nicht in Zürich-Kloten, sondern in Dübendorf. Vom Klotener Flughafen werden keine Helikoptereinsätze geflogen.
Im Juni 2025 kündigte Rega an, dass sie bis 2030 den Hauptsitz inklusive Wartung und rund 200 Mitarbeitern von Zürich zum Flugplatz Kägiswil umziehen will.

### Helikopter-Basen der Rega

#### Dübendorf LSMD (Rega 1)
In Dübendorf befindet sich Rega 1, die älteste Basis der Rega. Ab 1968 flog die Rega Einsätze von einer Basis auf dem Flughafen Zürich, ab 1972 provisorisch vom Standort auf dem Kinderspital in der Stadt Zürich. Seit Frühling 2003 verfügt Rega 1 über eine moderne Basis auf dem Gelände des Militärflugplatzes Dübendorf. Pro Jahr fliegt Rega von der Zürcher Basis aus rund 1000 Einsätze.

#### Basel LFSB (Rega 2)
Seit 1975 betreibt die Rega auf dem Flughafen Basel-Mülhausen eine Basis. Mehr als die Hälfte der Einsätze betreffen Südbaden (Deutschland), rund zehn Prozent das Elsass. In der Schweiz deckt die Basler Basis die Nordwestschweiz, den Jurasüdfuss und den Kanton Jura ab.

#### Bern LSZB (Rega 3)
In Bern ist die Rega seit 1976 auf dem Flughafen Bern-Belpmoos stationiert. Bern ist eine so genannte Flachlandbasis; ihre Aktivitäten bestehen primär in Einsätzen bei Verkehrsunfällen sowie sekundär Verlegungen von Spital zu Spital.

#### Lausanne LSGL (Rega 4)
Seit 1981 fliegt die Rega ihre Einsätze im Genferseegebiet von einer Basis auf dem Flugplatz Lausanne-La Blécherette aus. Pro Jahr finden ab Lausanne rund 1000 Einsätze statt, davon etwa ein Drittel mindestens teilweise in der Nacht.

#### Untervaz LSXU (Rega 5)
In Untervaz im Norden des Kantons Graubünden befindet sich seit 1992 eine der jüngeren Rega-Basen, nachdem die Rega vorher ab 1976 den Flugplatz Bad Ragaz genutzt hatte. Ab Untervaz fliegt die Rega pro Jahr etwa 900 Einsätze, davon rund 300 für Wintersportunfälle.

#### Locarno LSZL (Rega 6)
In der Magadinoebene im Zentrum des Kantons Tessin ist die Rega seit 1980 am Aeroporto Cantonale di Locarno präsent. Das Einsatzgebiet umfasst den ganzen Kanton Tessin sowie das Misox im Kanton Graubünden. Hinzu kommen immer wieder auch Einsätze im benachbarten Italien.

#### St. Gallen LSXO (Rega 7)
Für Einsätze im Kanton St. Gallen, im Kanton Thurgau sowie in den beiden Appenzeller Kantonen und im Fürstentum Liechtenstein verfügt die Rega 7 seit 1984 über eine Basis in St. Gallen-Winkeln (zwischen Gossau und St. Gallen). Häufig finden von dort aus auch Einsätze in Deutschland und Österreich statt.

#### Erstfeld LSXE (Rega 8)
Die Rega ist seit 1966 im Kanton Uri tätig, seit 1978 mit einer eigenen Basis in Erstfeld. Erstfeld ist eine so genannte Gebirgsbasis; im Sommer stehen Bergunfälle im Vordergrund, im Winter Einsätze für verunfallte Wintersportler. Hinzu kommt die Tierrettung im Rahmen der sommerlichen Alpbewirtschaftung.

#### Samedan LSZS (Rega 9)
Im Engadin fliegt die Rega seit 1957 Einsätze, seit 1977 mit einer eigenen Infrastruktur auf dem Flugplatz Samedan. Rega 9 ist eine Hochlandbasis mit einem grossen Spektrum an Einsätzen, wobei es sich hauptsächlich um so genannte Primäreinsätze handelt, bei denen Notarzt und Rettungssanitäter zur Erstversorgung an eine Unfallstelle geflogen werden.
Der schweizerdeutsche Spielfilm Heldin der Lüfte wurde mit Unterstützung der Rega in Samedan gedreht, feierte am 3. Dezember 2008 im Rega-Center Kloten seine Premiere und wurde erstmals am 14. Dezember 2008 auf SF 1 ausgestrahlt.

#### Wilderswil/Interlaken LSXI (Rega 10)
Im Berner Oberland ist die Rega seit 1971 aktiv, ursprünglich am Flugplatz Interlaken und seit 1982 mit einer eigenen Basis auf dem Heliport Gsteigwiler. Rega 10 ist eine Gebirgsbasis und unter anderem auf anspruchsvolle Rettungseinsätze im Hochgebirge spezialisiert. Anfang Mai 2008 erfolgte der Umzug vom Standort Gsteigwiler zum neuen Basenstandort Wilderswil. Hier bezog die Rega-Basis EBBO ihre neuen Räume und startete den Flugbetrieb ab dem neuen Standort am 10. Mai 2008.

#### Mollis LSZM (Rega 12)
Die Basis Mollis wurde über viele Jahre durch die Heli-Linth im Vertragsverhältnis mit der Rega auf dem Flugplatz Mollis betrieben. Seit 2010 betreibt die Rega einen eigenen Helikopter vom Typ AW109SP ab der Basis in Mollis.

#### Zweisimmen LSTZ (Rega 14)
Die Basis Zweisimmen wurde über 20 Jahre lang durch die private Helikopterbetreiberin Bohag im Vertragsverhältnis mit der Rega betrieben. Seit 2009 hat die Rega einen eigenen Helikopter vom Typ Agusta AW109SP auf dem Flugplatz Zweisimmen stationiert.
Im Oktober 2012 fand in Zweisimmen der Spatenstich zum Neubau einer neuen, gemeinsamen Helikopterbasis statt (Rega / Bohag). Beide Parteien nahmen im Herbst 2013 den Flugbetrieb ab der neuen Basis auf dem Flugplatz Zweisimmen auf.

#### Sitten LSGS (Rega 18)
Seit Dezember 2021 hat die Rega einen Helikopter auf dem Flughafen Sitten beim privaten Helikopterunternehmen Héli-Alpes SA stationiert.

### Helikopter-Basen von Partnern der Rega
- Flughafen Genf (Rega 15, Koordinaten): Eine Eurocopter EC 135 (HB-ZEN) im Besitz des Universitätsspitals Genf fliegt Einsätze für die Rega.

- Im Kanton Wallis sind nicht die Rega, sondern Air-Glaciers und Air Zermatt für die Luftrettung zuständig. Auch sie finanzieren sich teilweise über Gönnerschaften, worauf im Gegenzug Rettungs- und Heimflug-Kosten erlassen werden.

### Partner
Die Rega verfügt, neben den Blaulichtorganisationen Polizei, Feuerwehr und Sanität, über weitere Organisationen, mit denen sie zusammenarbeitet. Für alpine Rettungs- und Bergungseinsätze arbeitet die Rega eng mit dem Schweizer Alpen-Club SAC zusammen. Für grossangesetzte Such- und Bergungseinsätze kann die Rega bei Bedarf Helikoptermittel des BAZL und der SUST anfordern. Andererseits dient die Alarmstelle der Rega auch als Meldestelle der SUST. Ein besonderer Partner der Rega ist die Schweizer Luftwaffe, diese unterstützt die Rega bei Bedarf mit Helikopter und Personal. Für Suchflüge und Rettungsmissionen bei erschwerten meteorologischen Verhältnissen hat die Luftwaffe immer einen mit einem FLIR ausgerüsteten Helikopter (in der Regel Aérospatiale AS 332 Super Puma oder Cougar) auf Pikett. Die Luftwaffe überwacht den Luftraum ständig und leitet Notfallsignale sofort zur Rega weiter, auch werden sämtliche Mittel der Luftwaffe zur schnellen und punktgenauen Ortung eingesetzt, so dass dem Rega-Helikopter die exakte Position schon frühzeitig mitgeteilt werden kann.

## REGA-Funknetz (Regacom)

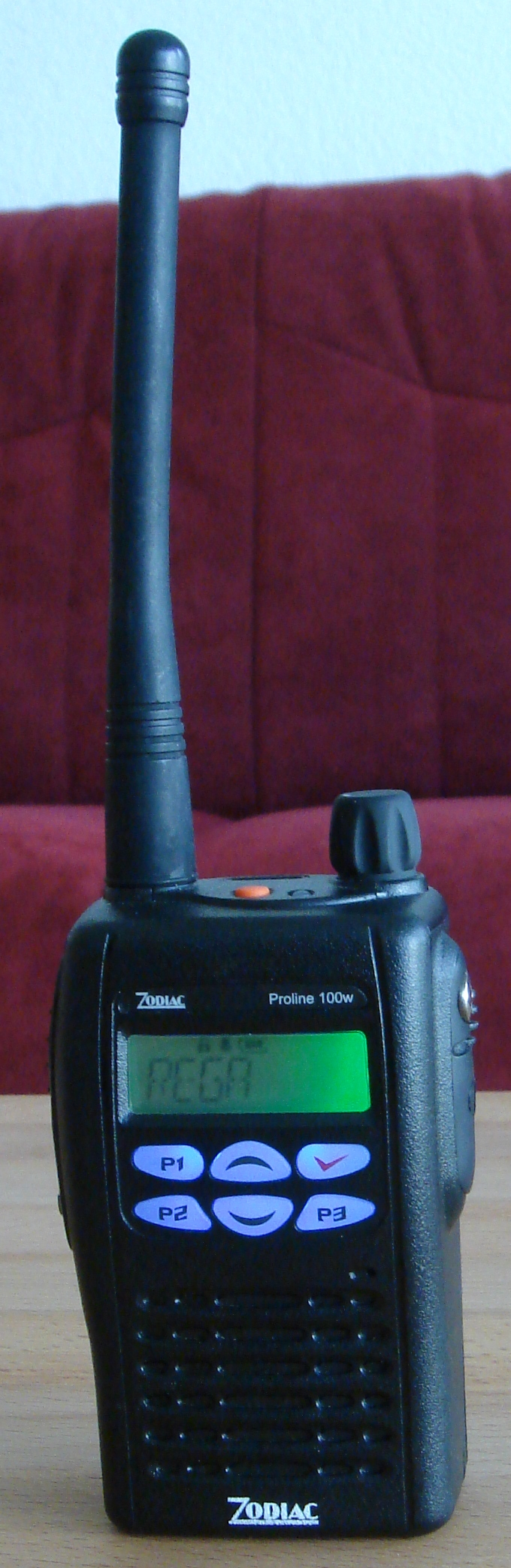
Handfunkgerät für den Notrufkanal

Die Rega betreibt in der Schweiz ein eigenes Funknetz. Das REGA-Funknetz (Regacom) ist ein für die Helikopter optimiertes schweizweites Funknetz mit 42 Funkstationen (Stand 2018).

### Notrufkanal
In der Schweiz besteht die Möglichkeit, im 2-Meter-Band auf der Frequenz 161.300 MHz („E-Kanal“, „Emergency“- oder „Notrufkanal“) einen Notruf abzusetzen. Dieser Notruf wird von einer Funkstation des Rega-Funknetzwerks (Regacom) empfangen und an die Rega-Einsatzzentrale weitergeleitet. Im Wallis wird der auf dem Notrufkanal empfangene Notruf an die Kantonale Walliser Rettungsorganisation (KWRO) weitergeleitet. Die KWRO betreibt im Wallis einige Funkstationen für den Notrufkanal.
Der „Notrufkanal“ steht gesamtschweizerisch jedermann (Bevölkerung, Dienststellen und Behörden) ausschliesslich für die Alarmierung in Notfällen zur Verfügung. Über den Emergency- bzw. Notfunkkanal kann mittels eines vom Bundesamt für Kommunikation (BAKOM) zugelassenen Funkgerätes Hilfe in Notfällen angefordert werden. Über den Emergency- bzw. Notfunkkanal soll ein Notruf nur dann erfolgen, wenn kein Mobilfunkempfang vorhanden ist und kein Telefon in erreichbarer Nähe zur Verfügung steht.
Das Regacom-Funknetzwerk erlaubt eine zuverlässige Alarmierung der Rega über den «Notrufkanal» mit einem Handfunkgerät, wenn Sichtverbindung zu einer Regacom-Funkstation besteht. Falls die 1. Fresnelzone frei von jeglichen Hindernissen, wie Sträucher, Bäume, Felsen, Haus- und Hüttenwände ist, kann mit einem Handfunkgerät zuverlässig ein Notruf über den «Notrufkanal» zur in Sichtverbindung stehenden Regacom-Funkstation abgesetzt werden.

## Dokumentation
- Rega 1414 – Hilfe naht. der Film, SRF 1, 2018.
- Andreas Toggweiler: Flughafen Grenchen - Ausbildungsbasis ready: Der erste Rega-Helikopter steht schon im Hangar. In: grenchnertagblatt.ch. 12. September 2019.